# Бобосадикова Гулджахон Бобоївна
Гулджахон Бобоївна Бобосадикова (нар. 8 листопада 1937, місто Ура-Тюбе, тепер Істаравшан Согдійської області, Таджикистан) — радянська таджицька державна діячка, секретар ЦК КП Таджикистану, 1-й секретар ЦК ЛКСМ Таджикистану, 1-й секретар Душанбинського міського комітету КП Таджикистану. Депутат Верховної ради Таджицької РСР 9—11-го скликань. Депутат Верховної Ради СРСР 6—8-го скликань.

## Життєпис
Народилася в родині службовця. Трудову діяльність розпочала піонервожатою школи № 14 міста Сталінабада (Душанбе).
У 1959 році закінчила фізико-математичний факультет Таджицького державного університету імені Леніна. Під час навчання обиралася секретарем комітету комсомолу університету.
З 1959 до 1960 року — асистент кафедри математичного аналізу фізико-математичного факультету Таджицького державного університету імені Леніна.
З 1960 до травня 1961 року навчалася в аспірантурі Таджицького державного університету імені Леніна.
Член КПРС з 1960 до 1992 року.
У квітні — червні 1961 року — 1-й секретар Сталінабадського (Душанбинського) міського комітету ЛКСМ Таджикистану.
У червні — жовтні 1961 року — секретар ЦК ЛКСМ Таджикистану із роботи серед учнівської молоді та піонерів.
У жовтні 1961 — грудні 1971 року — 1-й секретар ЦК ЛКСМ Таджикистану.
З 1970 до 1973 року навчалася заочно в Ташкентській Вищій партійній школі.
У грудні 1971 — січні 1972 року — заступник завідувача відділу організаційно-партійної роботи ЦК КП Таджикистану.
У січні 1972 — 1975 року — 1-й секретар Центрального районного комітету КП Таджикистану міста Душанбе.
У 1975 — грудні 1978 року — 1-й секретар Душанбинського міського комітету КП Таджикистану.
13 грудня 1978 — 1 серпня 1987 року — секретар ЦК КП Таджикистану.
У 1987—1989 роках — заступник голови правління Всесоюзного товариства «Знання» з народних університетів у Москві.
Потім повернулася до Таджикистану. Голова Асоціації жінок із університетською освітою Таджикистану.

## Нагороди і звання
- три ордени Трудового Червоного Прапора
- орден Дружби народів
- медалі
- дві Почесні грамоти Президії Верховної ради Таджицької РСР